# アンバーグリス・キー
アンバーグリス・キー（英: Ambergris Caye / [æmˈbɜːrɡrɪs ˈkiː] am-BUR-gris KEE）は、ベリーズ北東部の沖合に位置する、ベリーズ最大のキー (島)である。島の大部分はベリーズ郡に属するが、本土に近い一部はコロザル郡に属する。旅行口コミサイト・トリップアドバイザーの「世界のベストアイランド」において、2013年・2014年に2年連続で1位に選ばれた。

## 概要
世界自然遺産であるベリーズ珊瑚礁保護区の中で最大の島であり、1970年代初頭より観光開発が進められてきたが、保護区であるため開発は制限されており、手付かずの自然が残る。
島の南部には島内唯一の町であるサン・ペドロがあり、その北にあるザ・ベリーズ・シークレットビーチは開発途上であるため、シークレットビーチであるにもかかわらず「San Pedro's worst kept secret（サン・ペドロで最も秘密が守られていないところ）」としばしば揶揄されるが、近年、より充実したアメニティを備えた人気の観光地になりつつある。付近には、セノーテやドリーネ、洞窟がある。
島内での移動には主にゴルフカートが用いられる。
島の北端とユカタン半島を隔てるボカ・バカラー・チコ海峡は、ベリーズとメキシコの国境となっている。

## ギャラリー

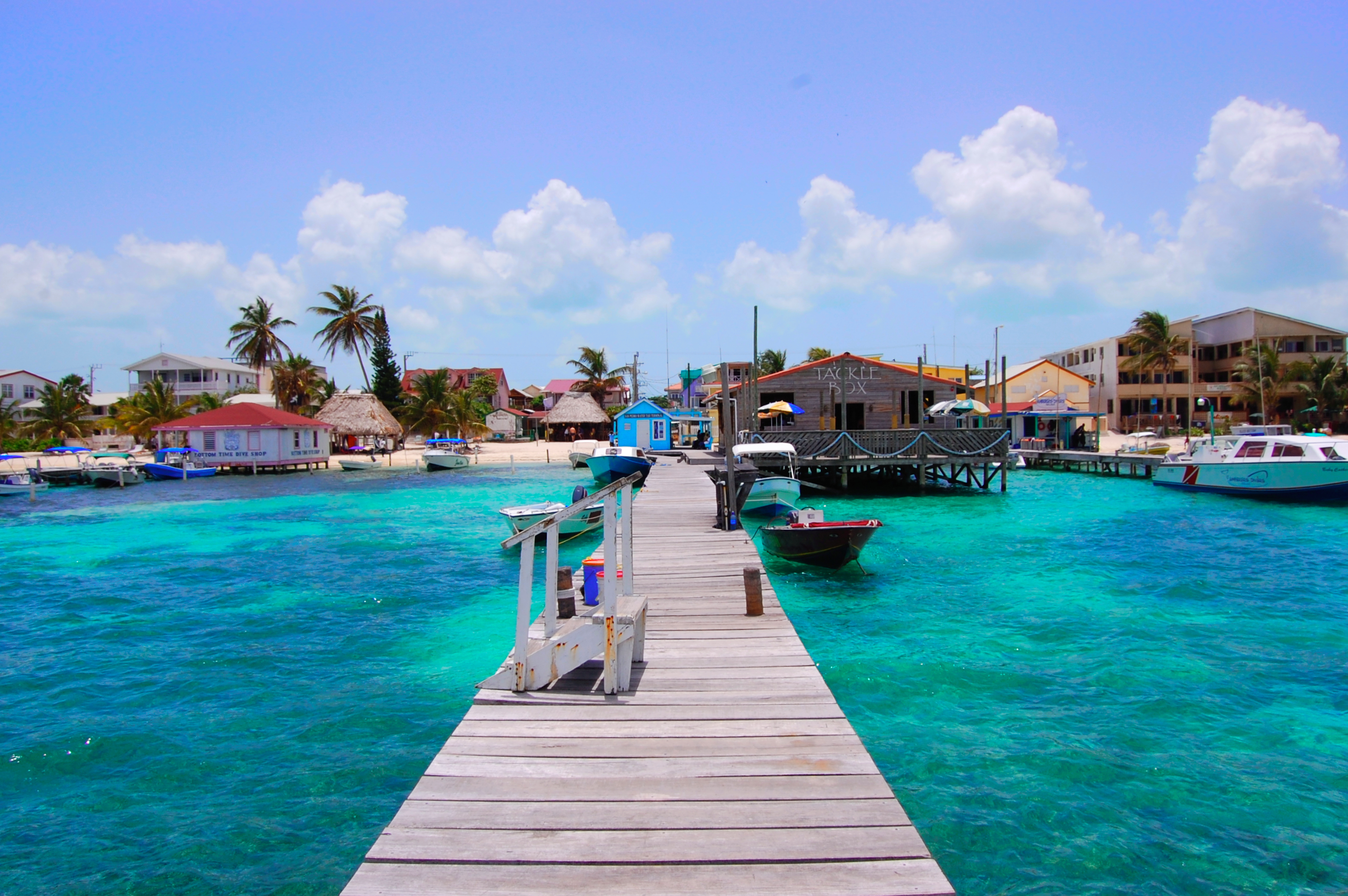
サン・ペドロのビーチ
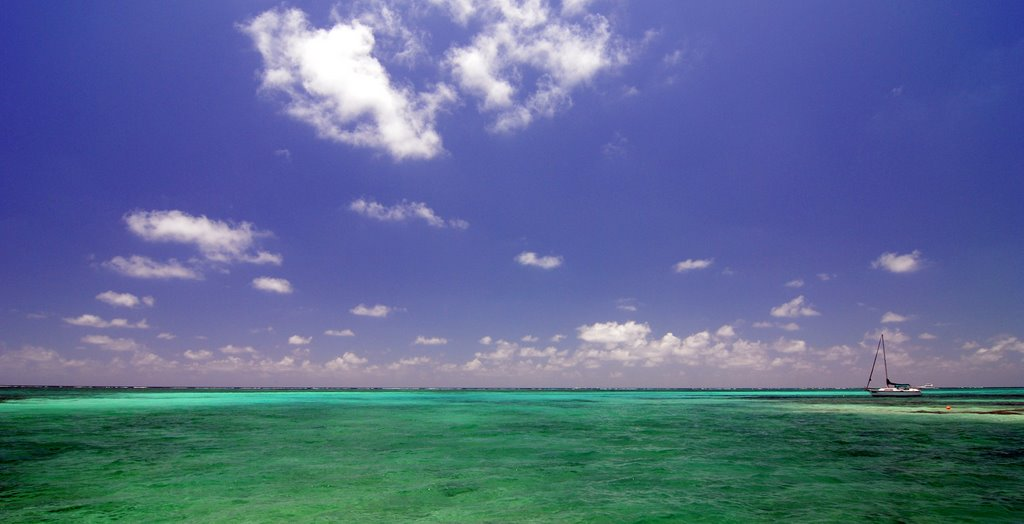
アンバーグリス・キーの海
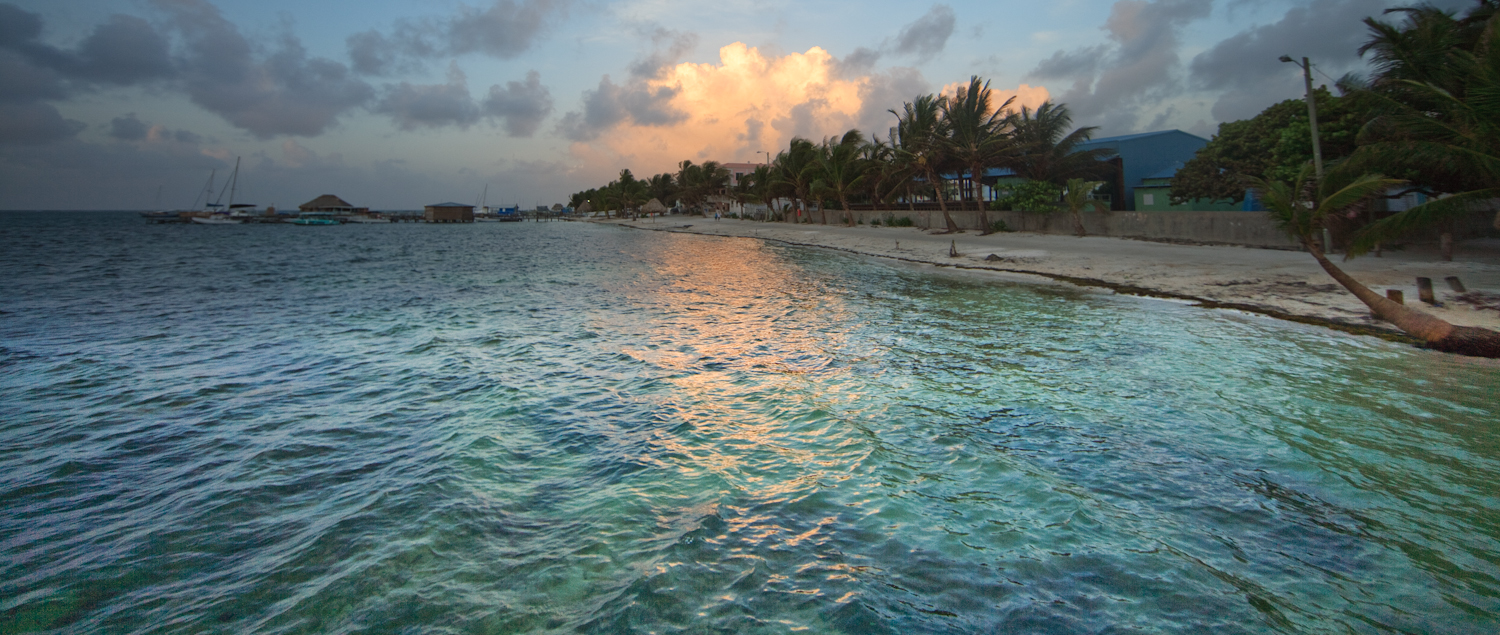
アンバーグリス・キーでの夕暮れ
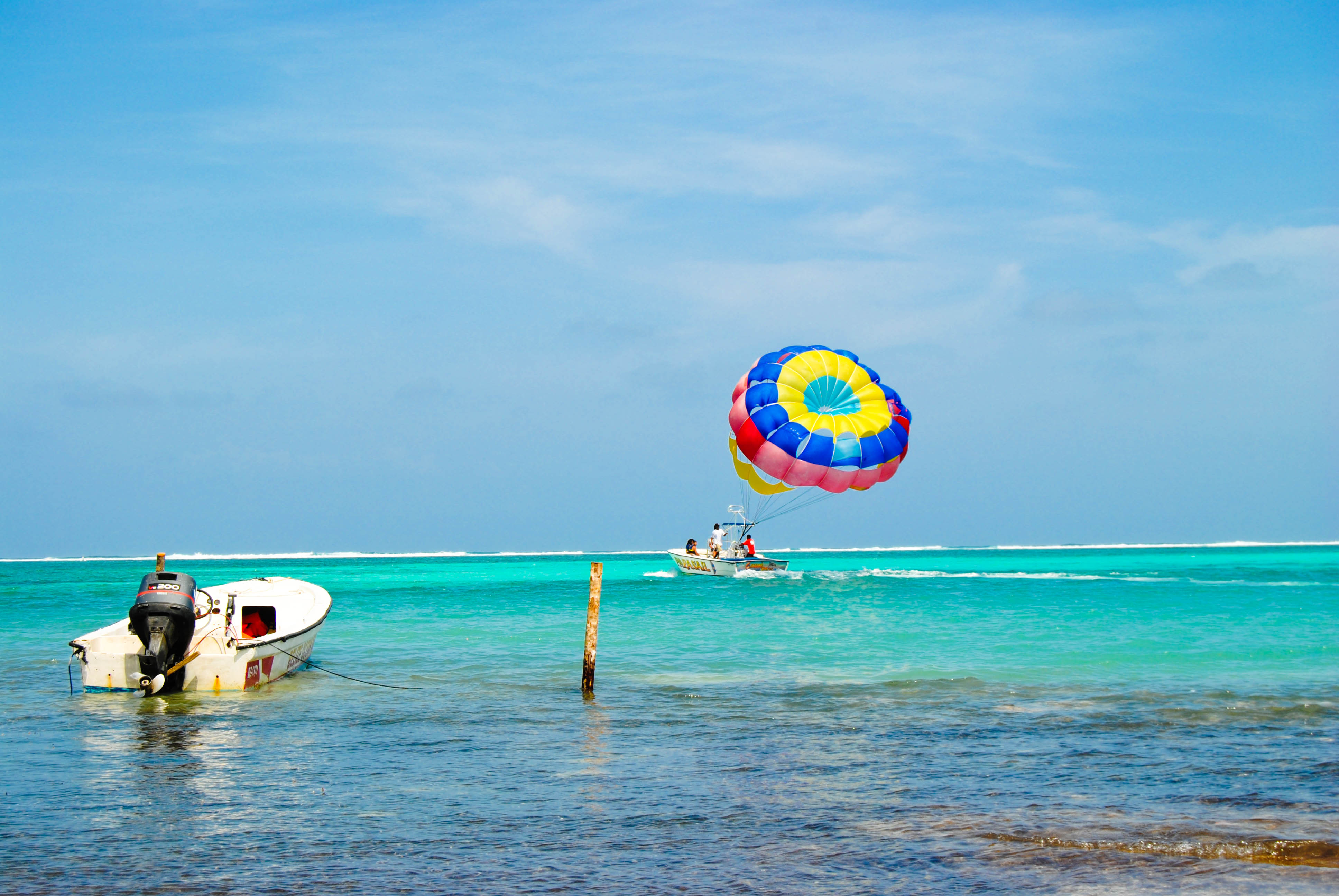
バリアリーフの眺望
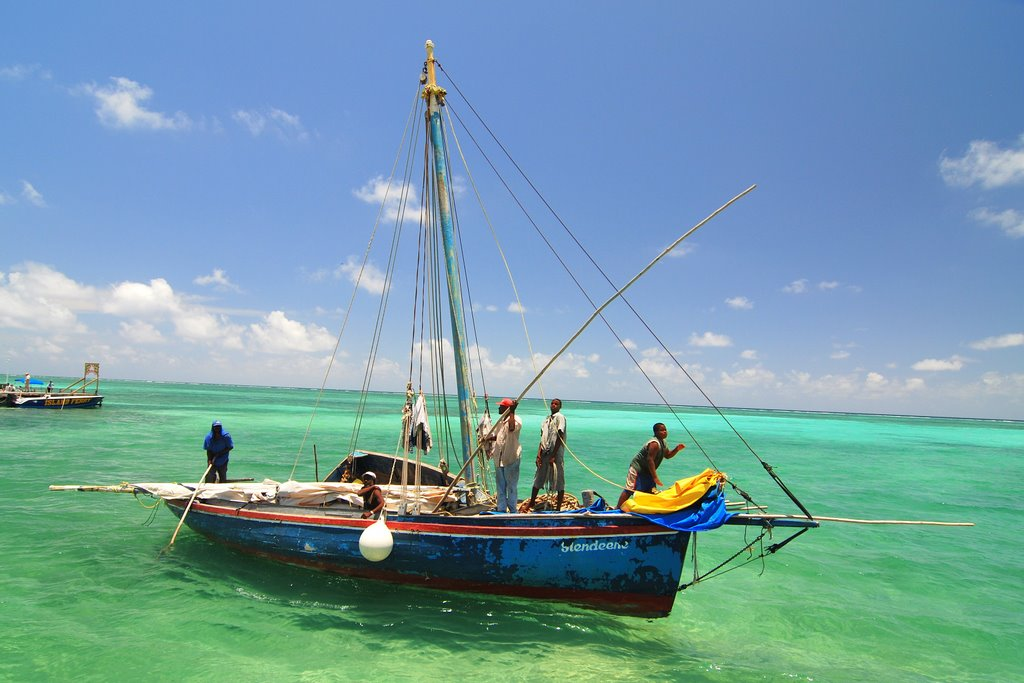
アンバーグリス・キーでの釣り

## 文化
先コロンブス期にはマヤ文明のコミュニティがあり、独自の赤い陶器を作製していた。

## メディアにおけるアンバーグリス・キー
- アンバーグリス・キーは、一般的に「Isla Bonita（美しい島）」と呼ばれているが、マドンナの1986年のヒット曲「ラ・イスラ・ボニータ（La Isla Bonita）」には「サン・ペドロ」という地名が歌われるため、曲の舞台ではないかと言われている[7]。（ただし、マドンナ本人は特定の場所を指していないと主張している[8]。）
- サン・ペドロの北にある2つのリゾートは、Foxのテレビシリーズ「Temptation Island」の第1シーズン（2001年放送）の舞台になった。

## アクセス
首都のベリーズシティから飛行機や高速フェリーでのアクセスが可能。メキシコのチェトゥマルからフェリーで向かうこともできる。